# 일지매
일지매(一枝梅)는 백성들의 재물을 빼앗는 탐관오리들의 재물을 빼앗아 그 자리에 매화나무 한가지의 그림을 두고 사라지는 중국의 가공 인물이다. 한국에서는 일반 도둑 및 자객처럼 검은 옷을 입는 모습이지만 못생긴 얼굴을 하고 다닌다는 속설이 있다. 하지만 그 속설은 눈만 드러내는 상태로 얼굴 전체를 숨기는 검은 복면, 눈썹 없이 평범한 눈매를 지닌 인피면구로 얼굴을 숨기고 다니기에 나돌게 된 셈이다. 
그러나 조선 숙종 당시 일지매를 주인공으로 한 소설이 유행하면서, 자칭 일지매를 자처하며 관아를 털던 도적이 붙잡히기도 했다. 그러나 일지매를 자처한 도적의 실존여부나 활동은 구체적이지 않아 임꺽정, 홍길동, 전우치, 장길산과 같이 취급되지는 않는다.

## 대중문화
일지매는 명나라 말기 중국에서 읽히던 소설 이각박안경기 39편에 나오는 주인공으로 등장하거나 청나라 초 중국에서 읽히던 화본소설 환희원가의 맨 마지막 회인 24편에 나오는 소설상의 도적이었다.

### 조수삼의 추재기이
조선 순조 때의 문인 조수삼의 저작 《추재기이》에서 일지매에 대해 다루고 있다.
一枝梅盜之俠也. 每盜貪官汚吏之財. 自外來者. 散施於不能養生送死者. 而飛簷走壁. 捷若神鬼. 被盜之家. 固不知何盜也. 而乃自作朱標刻一枝梅爲記. 盖不欲移怨於他也.

일지매는 도둑 중의 협객이다. 매양 탐관오리의 부정한 뇌물을 훔쳐 양생송사(養生送死)가 어려운 사람들에게 나누어준다. 처마와 처마 사이를 날고 벽에 붙어 날래기가 귀신이다. 도둑을 맞은 집은 어떤 도둑이 들었는지 모를 것이지만 스스로 자기의 표지를 매화 한 가지(一枝梅)를 붉게 찍어 놓는다. 대개 혐의를 남에게 옮기지 않으려는 까닭이었다.— 《추재집(秋齋集)》권7 〈기이〉

당시 조선시대는 중국 소설이 열풍이었다고 한다. 일부에서는 일지매를 자처하는 도적이 있었다 한다. 승정원일기 숙종 42년에 사로잡힌 일지매를 자처하는 도적의 처벌에 대해 논하는 일이 있다.

## 일지매를 소재로 한 작품
- 1975년 작가 고우영의 만화 일지매
- 1993년 MBC 드라마 일지매
- 2008년 SBS 드라마 일지매
- 2009년 MBC 드라마 돌아온 일지매
- 2009년 SBS 애니메이션 일지매

## 같이 보기
- 사군자화
- 아래적
- 지라이야
- 슈퍼히어로
- 유창혁

## 참고 자료
- 승정원일기
- 강명관 (2004년 1월 5일). 〈모이면 도적이 되고 흩어지면 백성이 된다 / 군도와 땡추〉. 《조선의 뒷골목 풍경》 초 12쇄판. 서울: 푸른역사. ISBN 89-87787-74-5.